# Bendición de Aarón

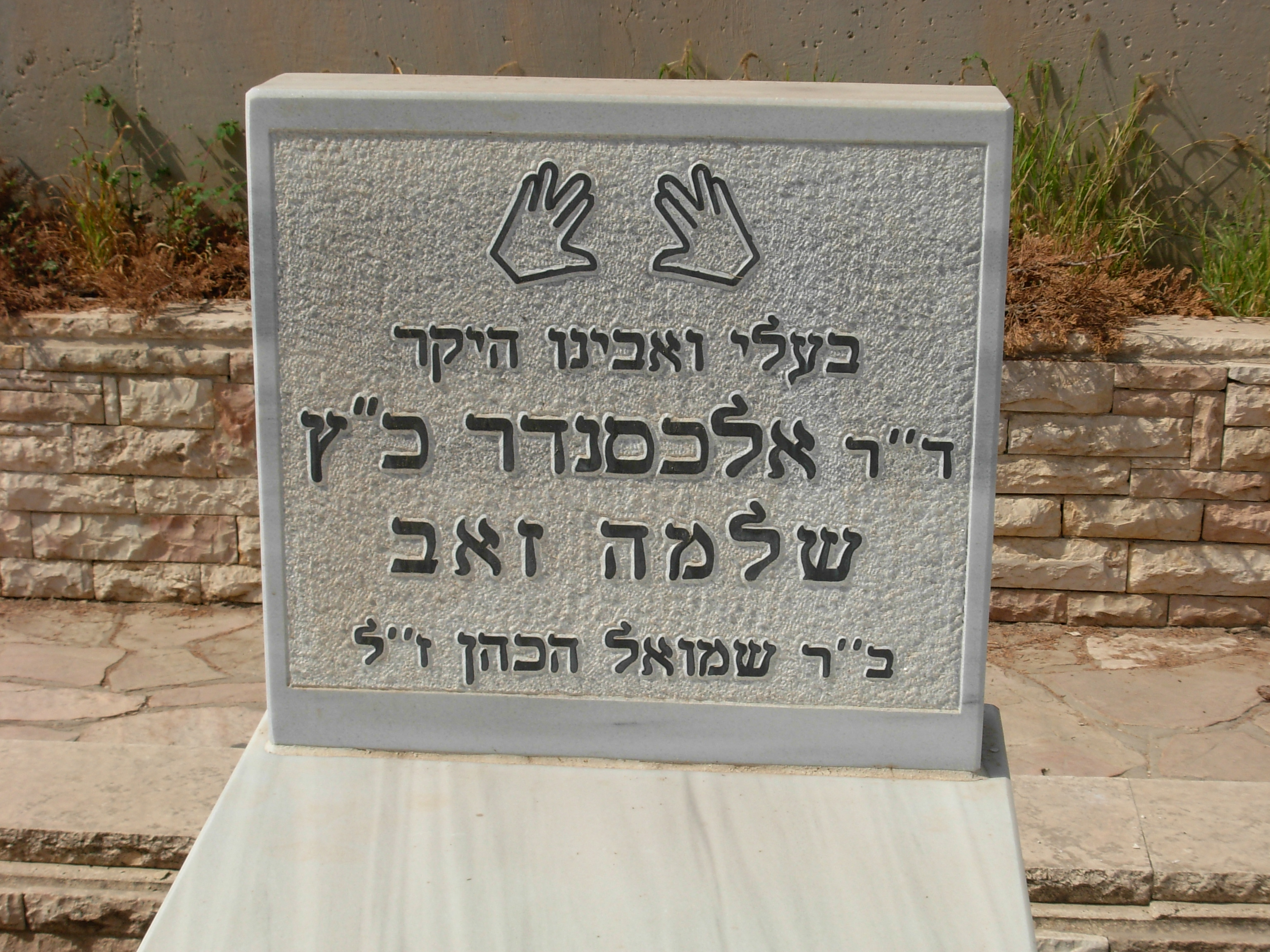
Bendición sacerdotal en una representación gráfica.

La bendición de Aarón o bendición sacerdotal (en lengua hebrea: ברכת כהנים) es una fórmula utilizada por los sacerdotes judíos para bendecir al pueblo de Israel. Según el Libro de los Números 6:24-26, la fórmula fue dada directamente por Dios a Moisés. En la tradición judía se impartía dos veces al día, al momento de los sacrificios de la mañana y de nuevo por la tarde.
Los rabinos también lo denominan "levantamiento de manos" (hebreo: nesiat kapayim), o "dukhanen" (en yiddish, de la palabra hebrea dukhan -plataforma-, porque la bendición se imparte desde una tribuna elevada). 
Los textos bíblicos más antiguos de los que se han encontrado restos materiales corresponden a esta bendición. Aparecieron un unos amuletos hallados en tumbas en Ketef Hinnom, que datan del período del Primer Templo de Jerusalén.

## Uso de la bendición para alejar el mal
Pruebas extrabíblicas, como los dos amuletos de la Edad de Hierro hechos en plata y encontrados en Ketef Hinnom, los amuletos y las bandas fenicias y púnicas contemporáneas, y las inscripciones de bendiciones del sur de Levante, han demostrado que el lenguaje de la bendición sacerdotal derivaba de una tradición más amplia de texto apotrópico, que era a menudo inscrito en metal y usado para proporcionar protección contra el mal.
Las versiones de la bendición a menudo se encuentran en contextos mortuorios y de culto, y anticipan los primeros comentarios judíos que relacionan la bendición con la muerte. Aunque las palabras específicas en la bendición sacerdotal se encuentran comúnmente en la Biblia, las secuencias sintácticas en las que aparecen sugieren paralelos no a otros pasajes bíblicos, sino a las inscripciones de bendiciones de la Edad del Hierro del sur de Levante. En particular, se ha sugerido que la instrucción enigmática de "poner el nombre de [Yavhe] en los israelitas" en Números 6:27 refleja una antigua práctica de usar físicamente el nombre de la deidad y la bendición para la protección contra el mal.

## Detalles en la ley hebrea y la tradición
- Solo los Kohanim (varones de 13 años o más, en descendencia patrilineal directa de Aarón) puede realizar la Bendición Sacerdotal, y la bendición debe realizarse solo en presencia de un Minyán, incluso si hay más de diez Kohanim  incluidos.[5]
- Los Kohanim no pueden recitar la bendición mientras estén bajo la influencia del alcohol, o en el período inmediatamente posterior a la muerte de un familiar cercano.[6][7]
- Todos los presentes Kohanim están obligados a participar, a menos que sean descalificados de alguna manera.[8] Si un Kohanim no desea participar, debe abandonar el santuario mientras dure la bendición. Un Kohen puede ser descalificado, por ejemplo, por haber ingerido demasiado alcohol, tener un impedimento severo del habla, ceguera, haber asesinado, haberse casado con una esposa descalificadora (como una divorciada), o la reciente muerte de una relación cercana.[9]
- Un Kohen que está en malos términos con la congregación o que no está dispuesto a realizar el ritual no debe hacerlo.[10]
- Es costumbre que, una vez que los Kohanim  se reúnan en la plataforma, el cantor o líder de oración los incite recitando cada palabra de la bendición y los Kohanim  luego repitan esa palabra. Esta costumbre se sigue especialmente si solo hay un Kohen disponible para dar la bendición. Aparentemente, este aviso se realiza para evitar errores o vergüenza si alguno de los Kohanim  debe ignorar las palabras de la recitación. Sin embargo, si hay una cantidad de Kohanim, pueden decir la primera palabra de la bendición (" Yevarekhekha ") sin indicaciones, probablemente para demostrar su familiaridad con el ritual.[11]
- Si el líder de la oración es el mismo Kohen, no incita a los otros Kohanim  en la bendición. En su lugar, un no Kohen se designa con esa tarea, y el líder permanece en silencio.[12]
- La Mishná aconseja que una persona que está preocupada por un sueño debe reflexionar sobre ello cuando los Kohanim  recitan su bendición. Esta práctica todavía se realiza en muchas comunidades ortodoxas.[13] También se recita a la hora de acostarse.[14] Ambos usos se derivan del Cantar de los Cantares 3: 7-8, contando a 60 guardias armados que rodean la habitación de Salomón para protegerlo de los "terrores nocturnos"; las 60 letras en el texto hebreo de la Bendición Sacerdotal defienden de manera similar contra los terrores nocturnos.
- En muchas comunidades, es habitual que los feligreses extiendan sus talit sobre sus propias cabezas durante la bendición y no miren a los Kohanim. Si un hombre tiene hijos, estarán bajo su altura para ser bendecidos, incluso si son bastante viejos. La base (no atribuida) de esta costumbre es enfatizar el aspecto espiritual de la bendición sobre el papel de los propios Kohanim; según el versículo de las escrituras, los Kohanim son simplemente un vehículo para la expresión de la bendición, cuando "ponen mi nombre sobre los hijos de Israel".
- Una tradición común entre los askenazíes descansa sobre la base de que durante el recital de esta bendición, la Shekhinah (Gloria y presencia de Dios) se hace presente donde los Kohanim  colocan sus manos en el lugar de la espinilla, por lo que mirar allí sería perjudicial.[15]
- En el caso de que varios no Kohanim  estén presentes en la sinagoga (pero todavía es un minyán) el Hazzan  leerá el verso de la oración a verso, y la congregación responderá después de cada verso con "ken ratzón yehi" (Que sea la voluntad de Dios). Esta respuesta se usa en lugar de "Amén", porque el Hazzan  simplemente está "mencionando" la bendición, esencialmente citándola en lugar de realizar el ritual.[16] Sin embargo, algunas congregaciones (incluso Chabad) sí responden "Amén". Esta respuesta también se emplea en los días y momentos en que se repite la Amidá, pero los Kohanim  no recitan la bendición sacerdotal.[17] Sin embargo, según Abudirham, ya que la Bendición Sacerdotal no es una bendición convencional (que comenzaría con "Bendito seas..."), sino más bien una oración por la paz, “ken yehi ratzon” es la respuesta más apropiada en todo momento.[18]

## Otros usos del texto
- El texto de la Bendición Sacerdotal también es utilizado por los padres judíos para bendecir a sus hijos el viernes por la noche antes de la comida de Shabat. Por lo general, está precedido, para los niños que piden a Dios que haga al niño como Efraín y Manasés. Estos fueron los dos hijos de José, que son recordados porque, según la tradición, nunca pelearon entre sí. Para las chicas, la petición tradicional es que Dios las haga como Sara, Rebeca, Raquel y Lea, las Matriarcas del pueblo judío. Del mismo modo, algunos rabinos dirán la bendición a un niño en su  Ben Mitzvá o a una niña en su Bat Mitzvah.
- También se puede decir antes de un largo viaje, y algunas personas lo escribiren y lo usan guardandolo como un amuleto.[19] A menudo se usa en la liturgia como la primera sección de la Torá que se lee en la mañana después de recitar la bendición antes de estudiar la Torá.
- Entre los judíos en Israel (excepto en Galilea), y entre la mayoría de los judíos sefardíes de todo el mundo, la ceremonia se realiza todos los días durante la repetición de Shacharit y Mussaf Amidah. En Yom Kippur, la ceremonia judía también se realiza durante el servicio de Ne'ila. En los días de ayuno que no sean Yom Kippur, se realiza en Minián, si se dice al final de la tarde. La razón para ofrecer la bendición en la tarde solo en los días de ayuno es que en estos días, los Kohanim no puede beber alcohol antes de la ceremonia.[20]
- En la diáspora en las comunidades ortodoxas askenazíes, la ceremonia judía se realiza solo en Pesaj, Shavuot, Sucot, Sheminí Atseret, Rosh Hashaná y Yom Kippur.[21] Esta práctica askenazí  se basa en una decisión del Remoh, quien argumentó que se le había ordenado a los Kohanim  que bendijeran a las personas "con alegría", y que no podía esperarse que un Kohanim  en la diáspora se sintiera feliz excepto por lo mencionado anteriormente “Vacaciones” donde a todos los judíos se les ordena sentir alegría.[22] Las comunidades alemanas realizan la bendición en Shaharit, Musaf y (en Yom Kippur) en Neilah. Las congregaciones de Europa del Este solo lo realizan en Musaf. En Simchat Torah, algunas comunidades lo recitan durante Musaf, y otras durante Shacharit, para permitir que el Kohanim coma o beba durante la lectura de Torá entre Shacharit y Musaf.
- Cuando se omite la bendición de una oración en la que se puede recitar (en días de semana y en Shabbat en las comunidades de la diáspora askenazí, o en cualquier comunidad si no hay un Kohanim), el texto de la oración es recitado por el Hazzan, sin ningún cántico o gestos especiales.[23]

## Procedimiento
Al comienzo de la ceremonia judía, los levitas de la congregación lavan las manos del Kohanim y los Kohanim se quitan los zapatos (si no pueden quitarse los zapatos sin usar sus manos, los zapatos se retiran antes del lavado) y ascienden por la bimah frente al arca de la Torá al frente de la sinagoga. El uso de una plataforma está implícito en Levítico 9:22. Cubren sus cabezas con sus talit, recitan la bendición sobre el desempeño de la mitzvá, se vuelven para enfrentar a la congregación, y luego el Hazzan recita lenta y melodiosamente la bendición de los tres versos, con el Kohanim repitiéndolo palabra por palabra tras él. Después de cada verso, la congregación responde Amén. Si hay más de un Kohanim realizando las bendiciones, entonces esperan hasta que alguien en la congregación grite "Kohanim" antes de comenzar la bendición sobre la realización de las bendiciones; El Hazzan  entonces continúa el procedimiento. Sin embargo, si solo hay un Kohanim que realiza las bendiciones, él comienza la bendición sobre la realización de las bendiciones sin que se lo pida la congregación; El Hazzan entonces continúa como normal. En la tradición yemenita, cuando hay un Kohanim solitario, dice la primera palabra de la bendición sin pedirle nada después de haber dicho la bendición preparatoria.
Durante el curso de la bendición, las manos de los Kohanim se extienden sobre la congregación, con los dedos de ambas manos separadas para hacer cinco espacios entre ellas; los espacios son (1) entre el dedo anular y el dedo medio de cada mano, (2) entre el dedo índice y el pulgar de cada mano, y (3) los dos pulgares se tocan entre sí en el nudillo y la abertura es el espacio superior o debajo de los nudillos conmovedores.
El Kohanim levanta sus manos, con las palmas hacia abajo y los pulgares de sus manos extendidas tocándose. Los cuatro dedos de cada mano generalmente se dividen en dos juegos de dos dedos cada uno (formando así la letra Shin (שׁ), un emblema para Shaddai, "Todopoderoso Dios"), o algunas veces están dispuestos para formar una red superpuesta de “ventanas”. Esta ceremonia judía a veces se llama Nesiat Kapayim, el "levantamiento de las manos". La tradición judía establece que la Presencia Divina (Shekkina) brillaría a través de los dedos de los sacerdotes al bendecir a la gente, y a nadie se le permitió mirar esto por respeto a Dios.
La altura de cada Kohanim se cubre con su cabeza y sus manos para que la congregación no pueda ver sus manos mientras se dice la bendición. La realización de la ceremonia judía de la bendición sacerdotal se conoce en yiddish como ‘’duchening’’, una referencia a la bimah sobre la cual se dice la bendición. La tradición de cubrir las manos se deriva de la prohibición bíblica contra un Kohanim con manos que están desfiguradas de ninguna manera para ofrecer la bendición. Los rabinos suavizaron esta prohibición diciendo que un Kohanim con manos desfiguradas a la que la comunidad se había acostumbrado podría bendecir. En siglos posteriores, la práctica se hizo para que todos los Kohanim se cubrieran las manos para que la congregación no viera ninguna desfiguración. Esto dio lugar al folklore de que uno no debería ver las manos de los Kohanim o incluso que ese daño le sobrevendría a alguien que ve las manos de los Kohanim. Algunos feligreses incluso le dan la espalda al Kohanim para evitar cualquier posibilidad de ver sus manos, aunque esta práctica no está respaldada por ninguna fuente rabínica.
En algunas comunidades judías, es habitual que los Kohanim levanten la mano y reciten un canto musical extendido sin palabras antes de recitar la última palabra de cada frase. Hay diferentes melodías para este canto en diferentes comunidades. Aparte de su agradable sonido, el canto se hace para que la congregación pueda ofrecer en silencio ciertas oraciones que contengan peticiones individuales de Dios después de cada una de las tres bendiciones de los Kohanim. Debido a que las súplicas de esta naturaleza no están permitidas en Shabat, el canto tampoco se realiza en Shabat. En Israel, sin embargo, este canto no es la costumbre.

## Variación entre las denominaciones judías

### Judaísmo Conservador
En el judaísmo conservador, la mayoría de las congregaciones no realizan la ceremonia de bendición sacerdotal, pero algunas lo hacen. En algunas congregaciones conservadoras estadounidenses que realizan la ceremonia, un bat Kohanim (hija de un sacerdote) también puede hacerlo. El Comité del Movimiento Conservador sobre Leyes y Estándares Judíos ha aprobado dos posiciones opuestas: Una opinión sostiene que un bat Kohanim puede entregar la bendición; otro punto de vista sostiene que a un bat Kohanim no se le permite participar en la Bendición Sacerdotal porque es una continuación del ritual del Templo que las mujeres no podían realizar. El judaísmo conservador también ha levantado algunas de las restricciones a Kohanim, incluidos los matrimonios prohibidos. El movimiento Masorti en Israel, y algunas congregaciones conservadoras en América del Norte, también requieren Kohanim masculino, y mantienen restricciones sobre Kohanim.

### Reforma reconstruccionista y judaísmo liberal
En las congregaciones liberales (y de la reforma estadounidense), el concepto del sacerdocio ha sido abandonado en gran parte, junto con otras distinciones de casta y género. Por lo tanto, esta bendición es generalmente omitida o simplemente leída por el Hazzan. Los judíos de la reforma norteamericana omiten el servicio de Musaf, al igual que la mayoría de las otras comunidades liberales, y si eligen incluir la bendición sacerdotal, generalmente se adjunta al final de Shacharit Amidah. Algunas congregaciones, especialmente las reconstruccionistas, tienen la costumbre de que la congregación difunda sus talit una sobre otra y se bendigan entre sí de esa manera.
Esta costumbre se inició cuando el rabino reconstruccionista de Montreal, Lavy Becker, vio a niños en Pisa, Italia, correr bajo el talit de sus padres para la bendición, y lo llevó a casa a su congregación.
Algunas congregaciones modifican la gramática para que la bendición se lea en la primera persona del plural: "Que Dios nos bendiga y nos guarde ..."

### Judaísmo ortodoxo
El judaísmo ortodoxo no permite que un bat Kohanim (hija de un Kohanim) o bat levi (hija de un levita) participe en nesiat kapayim porque la práctica es una continuación directa del ritual del Templo, y debe ser realizada por aquellos que lo harían auténticamente. Elegible para hacerlo en el templo.

### Liturgia cristiana
Las bendiciones basadas en la bendición sacerdotal se utilizan en la liturgia de las Iglesias católica, anglicana y luterana. También algunas denominaciones protestantes como la Iglesia bautista, pentecostal o presbiteriana lo adoptan no de manera formal pero si tradicional en sus reuniones.

## Música
Las composiciones musicales que se han hecho sobre este texto incluyen:
- El Señor te bendiga y te mantenga. Compuesto en 1900 por Peter Lutkin[32]
- El Señor te bendiga y te mantenga. Compuesto en 1981 por John Rutter
- The Blessing. Graves Into Gardens 2020 por Elevation Worship
- Opening Prayer, en hebreo, un escenario para barítono y orquesta compuesto por Leonard Bernstein para la reapertura del Carnegie Hall en 1986

## Apariciones en la cultura popular
- A mediados de la década de 1960, el actor Leonard Nimoy, quien fue criado en un hogar tradicional judío, usó una versión con una sola mano de este gesto para crear el saludo vulcano para su personaje, Spock, en Star Trek. Él ha explicado que mientras asistía a los servicios ortodoxos cuando era niño, echó un vistazo desde debajo del talit de su padre y vio el gesto; muchos años después, cuando presentó al personaje de Spock, él y el creador de la serie Gene Roddenberry pensaron que un componente físico debería acompañar el saludo verbal "Viva y prospere". El gesto sacerdotal judío parecía suficientemente extraño y misterioso, y se convirtió en parte de la historia de Star Trek.[33]
- Leonard Cohen terminó su concierto en Ramat Gan, Israel, el 24 de septiembre de 2009, con la Bendición Sacerdotal, recitándolo en hebreo.[34]

## Traducciones al español
Estas son alguna de sus versiones según diferentes traducciones bíblicas:
- En la traducción versión Reina Valera actualizada:

“Jehová te bendiga y te guarde,
Jehová haga resplandecer su rostro sobre ti,
y tenga de ti misericordia.
Jehová levante hacia ti su rostro, y ponga en ti paz.” 
- En la traducción Reina-Valera 1960:

“Jehová te bendiga y te guarde,
Jehová haga resplandecer su rostro sobre ti,
y tenga de ti misericordia.
Jehová alce sobre hacia ti su rostro, y ponga en ti paz.” 
- En la traducción ‘’’La Palabra de Dios para Todos’’’:

“Que el Señor te bendiga y te proteja;
que el Señor sea bueno contigo y te tenga compasión.
que el Señor te mire con amor y te haga vivir en paz”
- En la traducción “Nácar-Colunga”:

“Que Yavé te bendiga y te guarde.
Que haga resplandecer su faz sobre ti y te otorgue su gracia.
que vuelva a ti su rostro y te dé la paz” 
- En la traducción ‘’’Biblia de Latinoamérica’’’:

“Yavé te bendiga y te guarde,
Yavé haga resplandecer su rostro sobre ti y te conceda lo que pidas,
vuelva hacia ti su rostro y te de la paz” 